# Bertha von Sulzbach
Bertha von Sulzbach, (andere Schreibweise: Berta; * um 1110 in Sulzbach; † 1158/60 in Konstantinopel) war ab 1146 Basileia unter dem Namen Irene an der Seite von Manuel I. Komnenos und damit die einzige Deutsche auf dem byzantinischen Kaiserthron.

## Leben
Bertha wurde als Tochter des Sulzbacher Grafen Berengar I. und der Adelheid von Wolfratshausen um das Jahr 1110 auf Burg Sulzbach geboren. Zu ihren Geschwistern zählten unter anderem Gertrud von Sulzbach (* um 1114; † 14. April 1146 in Hersfeld), römisch-deutsche Königin neben König Konrad III., Adelheid von Sulzbach, Äbtissin des Reichsstifts Niedernburg in Passau, und Gebhard, Graf von Sulzbach.
Wohl im Jahr 1142 wurde Bertha von ihrem Schwager Konrad III. adoptiert. Bertha kam im Jahr 1142 nach Konstantinopel und heiratete unter dem Namen Irene im Januar 1146 den byzantinischen Kaiser Manuel I. Ihre Ehe mit Kaiser Manuel war politisch motiviert und wurde vom Vater Manuels, dem Kaiser Johannes II., und ihrem Schwager, dem römisch-deutschen König Konrad III. angebahnt. Ziel war es, die Allianz zwischen Manuel I. und Konrad III. gegen den Normannen Roger II. von Sizilien zu bekräftigen. Bertha von Sulzbach war als römisch-katholische Fränkin am byzantinischen Hof insbesondere seitens der Priesterschaft starken Vorbehalten ausgesetzt. Vor ihrer Eheschließung hielt sie sich deshalb vorwiegend in den Frauengemächern auf. 
Manuel ließ für sie ein eigenes, „Polytimos“ genanntes Palastgebäude errichten und stattete sie als Kaiserin mit entsprechenden Gewändern und Gefolge aus. Aus dieser Ehe gingen zwei Kinder hervor, nämlich Maria „Porphyrogenita“ Komnene (* 1152; † Juli 1182), die mit Rainer von Montferrat (* um 1162; † August 1182) aus dem Haus der Markgrafen von Montferrat verheiratet war, sowie Anna Komnene (* 1154, † 1158), die bereits im vierten Lebensjahr verstarb.
Bertha suchte zugunsten Heinrich-Berengars, eines Sohnes Konrads III., zu vermitteln, der sich mit einer Nichte Manuels verloben wollte. Sie zeigte Geschick in der Festigung der politischen Beziehungen zwischen ihrem Mann und Konrad III., insbesondere bei dessen Besuch des byzantinischen Hofs im Jahr 1148.
Von ihr persönlich sind Gedichte und eine Grabrede erhalten. Ihr Todesjahr ist unsicher, es wird in den Quellen mit 1158, Ende 1159 oder 1160 angegeben. Als sie starb, war Manuel I. auf einem Feldzug in Anatolien. Bertha wurde im Pantokratorkloster beerdigt, ihr Grab jedoch nach der Eroberung Konstantinopels durch die Osmanen und der darauffolgenden Umwandlung der Kirche in eine Moschee zerstört.
Die Erinnerung Berthas und ihr Rang in der Gesellschaft nahmen in der sulzbachischen Hausüberlieferung eine besondere Stellung ein. Die Kastler Reimchronik überlieferte eine Erzählung der angeblichen Rückkehr Berthas aus Byzanz, ihres Todes und ihrer Bestattung in Kastl. Noch im 17. Jahrhundert soll Johannes Braun, der Verfasser der Nordgauchronik, ihr Grab im Hauskloster der Grafen von Sulzbach, dem Kloster Kastl gesehen haben. Die Rückkehr Berthas und ihr Grab in Kastl gelten jedoch als unwahr.